# Dean Lukin
Dinko "Dean" Lukin (26 de maio de 1960) é um ex-halterofilista da Austrália.
Dean Lukin participou dos Jogos Olímpicos de Los Angeles 1984, que contou como campeonato mundial de halterofilismo também, na categoria acima de 110 kg. Ele levantou 172,5 kg no arranque e estava em terceiro, atrás do alemão Manfred Nerlinger (177,5) e do americano Mario Martinez (185). Nerlinger levantou 220 kg no arremesso (397,5 no total); Martinez, 225 kg (410 no total). Mas Lukin conseguiu 240 kg no arremesso, concluindo com um total de 412,5 kg e ganhou ouro.
Dean Lukin foi ainda por duas vezes campeão nos Jogos da Commonwealth (1982, 1986), na categoria acima de 110 kg.